# Maqsūra
Die Maqsūra arabisch مقصورة , مقاصير, DMG maqṣūra, Pl. maqāṣīr ist ein ursprünglich für den islamischen Herrscher oder den Statthalter abgetrennter Bereich im Betsaal einer Moschee. Sie befindet sich in der Regel neben dem Minbar.

## Geschichte

### Umayyaden
Die islamische Geschichtsschreibung berichtet einstimmig darüber, dass die Maqsūra entweder zur Zeit des dritten Kalifen Uthman ibn Affan († 656), oder vom ersten Umayyaden Muʿāwiya I. († 680) oder von Marwan I. († 685) als eine Art „Loge“ für die Herrscher eingeführt wurde, um feindliche Überfälle auf sie zu verhindern. at-Tabari berichtet in seiner annalistischen Weltgeschichte, al-Baladhuri in seinem Kitāb Futūh al-buldān „Die Eroberung der Länder“, dass Marwan ibn al-Hakam, noch in seiner Eigenschaft als Statthalter von Medina, bereits im Jahre 664, als er von einem Jemeniten angegriffen wurde, eine Maqsūra aus Stein mit einem Fenster errichten ließ. Seinem Beispiel folgte dann Muʿāwiya in Syrien im selben Jahr. Ibn ʿAsākir berichtet nach älteren Quellen, dass die Maqsūra zur Zeit von Muʿāwiya auch als Versammlungsort des Kalifen mit seinen Beratern benutzt wurde. Er berichtet ferner, dass nach der Amtseinführung von Sulaiman ibn Abd al-Malik im Jahre 717 eine Maqsūra für den Kalifen errichtet wurde.

### Abbasiden
Wie schon unter den Umayyaden war die Maqsūra auch zur Zeit des Abbasiden-Kalifen al-Mahdī († 785) ein Ort des öffentlichen Lebens; während seines Besuches in Medina betrat der Kalif die Maqsūra in der Prophetenmoschee von Medina, um dort an die vornehmen Vertreter der Quraisch Auszeichnungen und Geschenke zu verteilen. Historischen Berichten zufolge, soll al-Mahdī diese Einrichtung in Betsälen der Hauptmoscheen in den Provinzen im Jahre 778 per Erlass verboten haben. In Bagdad, am Sitz der Abbasiden, blieb die Maqsūra allerdings bestehen, wo al-Maʿmūn das Festtagsgebet am Tage von Arafat („yaum ʿArafa“), am Höhepunkt der islamischen Pilgerfahrt, verrichtete. Al-Ma'mun († 833) wollte die Maqsūra aus allen Moscheen mit der Begründung entfernen lassen, es handele sich dabei um eine lediglich vom Umayyadenkalifen Muʿāwiya nicht aber vom Propheten Mohammed eingeführte Sunna, somit um eine Bidʿa. Dennoch ist die Maqsūra in der Folgezeit, wie Ibn Chaldun darauf hinweist, als „eine speziell islamische Einrichtung“ verstanden worden.

## Die Maqsūra von Kairouan

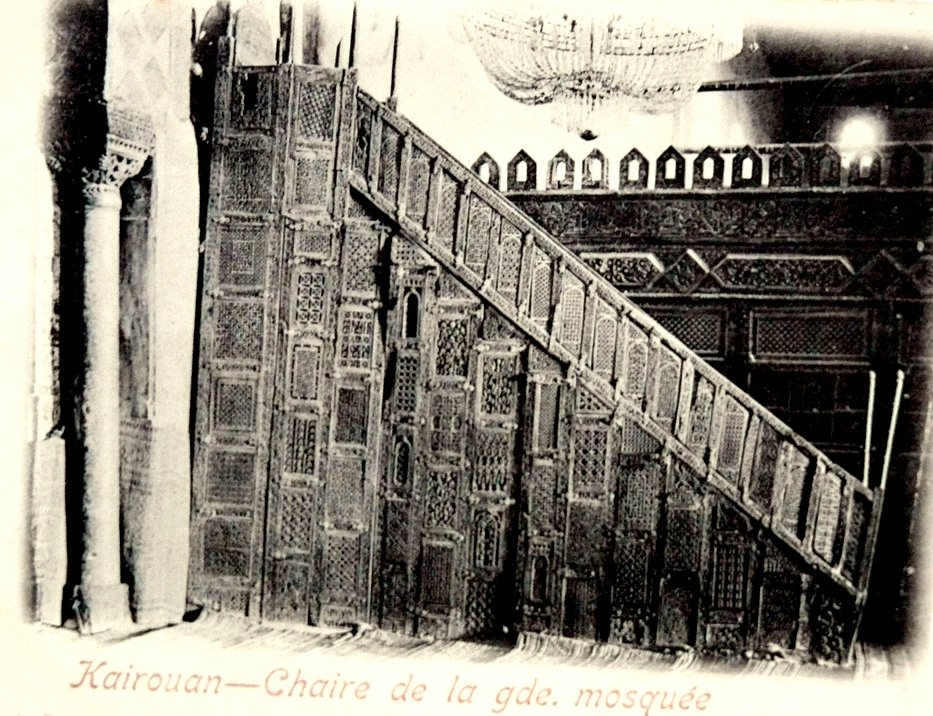
Minbar mit der Maqsūra im Hintergrund. Historische Postkarte um 1900

Die älteste, gegen 1040 entstandene und heute noch erhaltene Maqsūra steht in der Großen Moschee von Kairouan. Sie ist auf Anordnung von Al-Muʿizz b. Bādīs az-Zīrī († 1062) mit einer dekorativen, dem danebenstehenden Minbar angepassten Holzkonstruktion und der Gründungsinschrift in stilisiertem Kufi-Duktus errichten worden. Der Inschriftenfries am oberen Rand der Maqsūra ist erstmals 1950 auf Arabisch und in französischer Übersetzung publiziert worden. Gemäß einer weiteren Inschrift an der Holzkonstruktion ist die Maqsūra zwischen Dezember 1624 und Januar 1625 repariert worden. Der Bau, der durch ein in die qibla-Wand geschlagenes Doppeltor, genannt Bāb al-Imām „Tür des Herrschers“, erreichbar war, gehört zu den schönsten Zeugnissen islamischer Innenarchitektur.
Die Moscheebibliothek von Kairouan, eine Sammlung wertvoller Korancodices und literarischer Handschriften aus dem späten 9. und 10. Jahrhundert, war noch im ausgehenden 19. Jahrhundert in der Maqsūra untergebracht.